# Campeonato da Bélgica de Ciclismo em Estrada
Os Campeonatos da Bélgica de Ciclismo em Estrada são organizados anualmente desde 1894 para determinar o campeão ciclista da Bélgica de cada ano, na modalidade.
O título é outorgado ao vencedor de uma única prova, na modalidade de em linha. O vencedor obtêm o direito de usar a maillot com as cores da bandeira da Bélgica até ao campeonato do ano seguinte, unicamente quando disputa provas contrarrelógio.
O campeonato não se disputou nos anos 1906, de 1915 a 1918 e em 1944. O ciclista mais laureado é Tom Steels com quatro (1997, 1998, 2002 e 2004), seguido de Rik Van Steenbergen (1943, 1945 e 1954) e de Stijn Devolder (2007, 2010, 2013) com três vitórias cada um.

## Palmarés

### Masculino

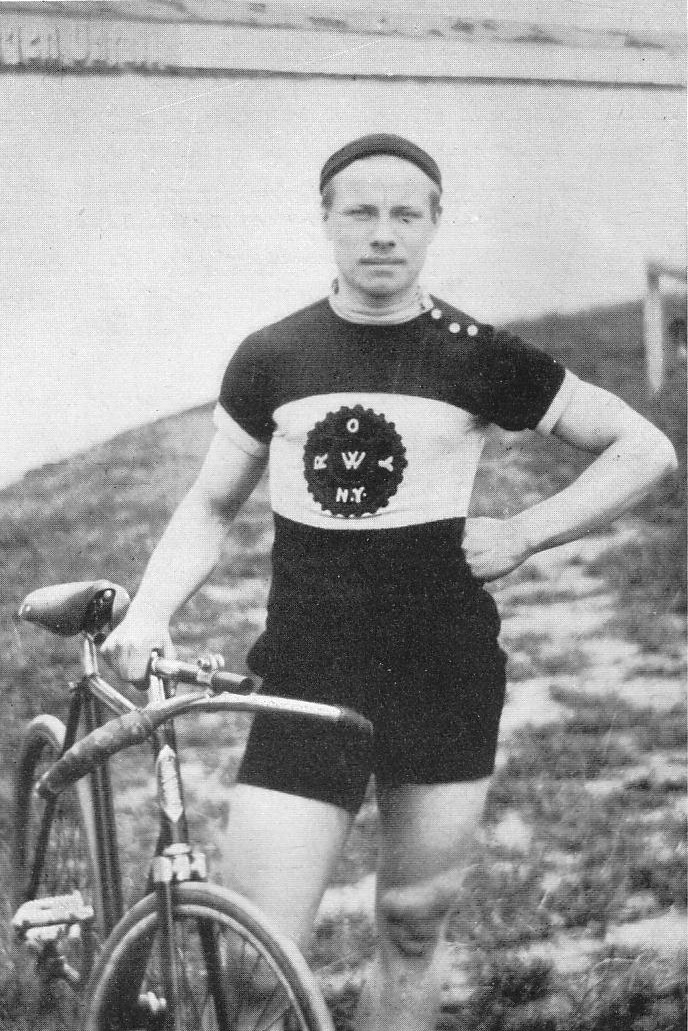
Arthur Vanderstuyft, campeão da Bélgica em 1903.

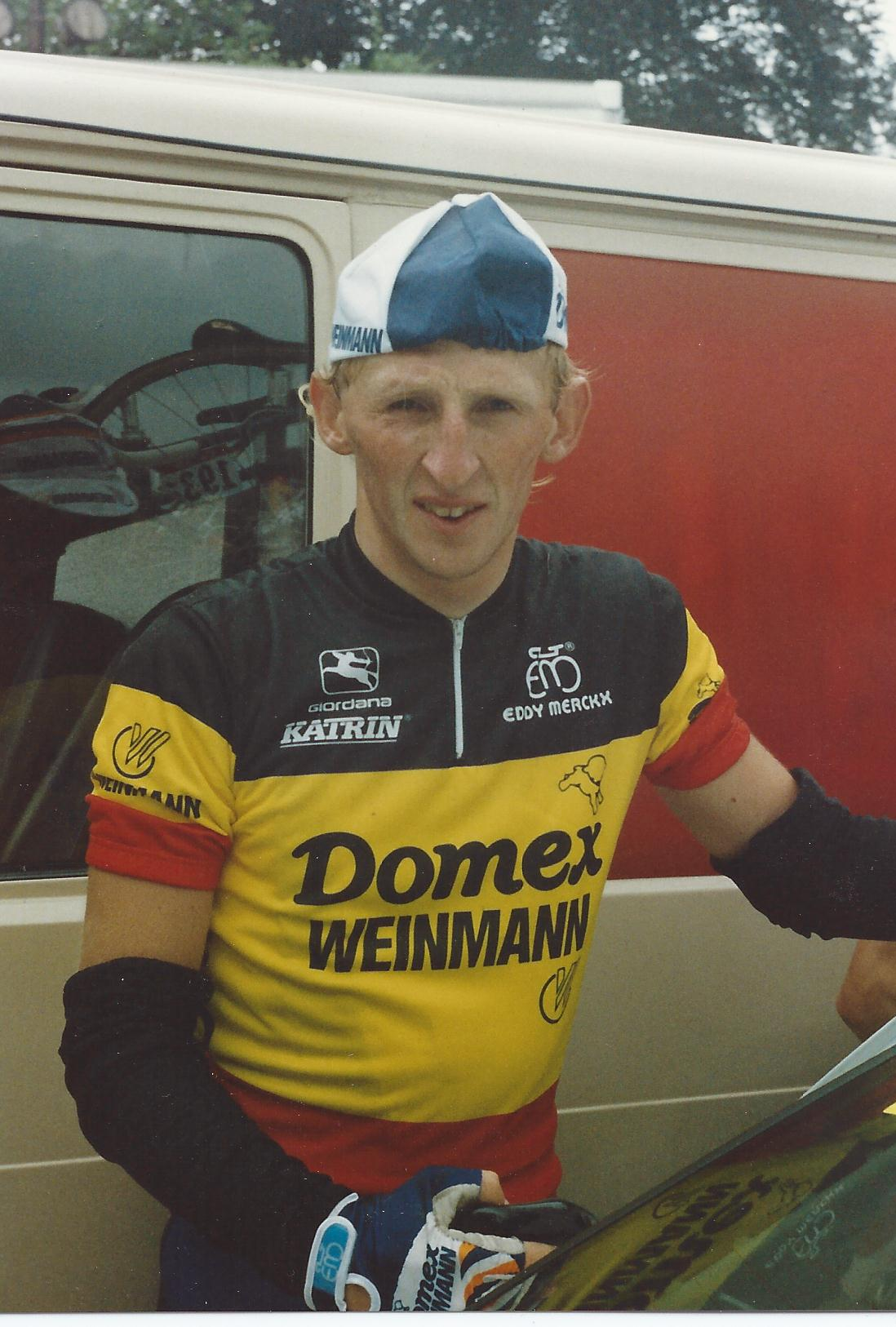
Carlo Bomans, campeão da Bélgica em 1989.

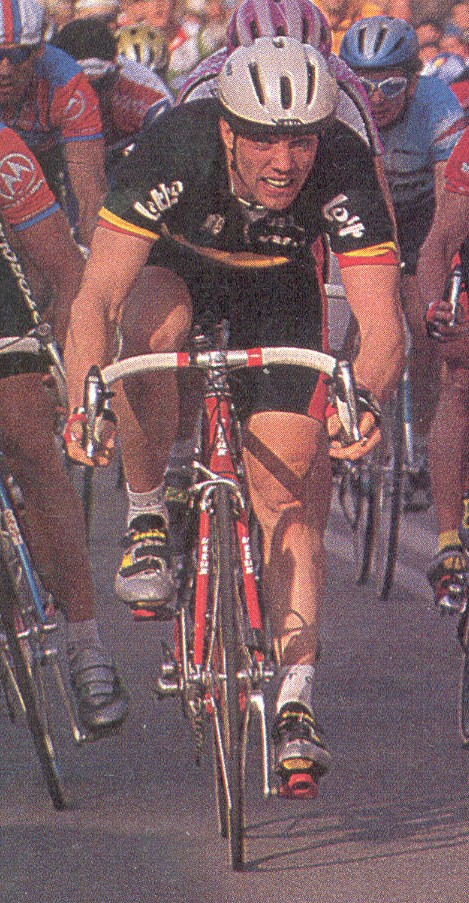
Wilfried Nelissen com o maillot de campeão da Bélgica, durante a disputa de um sprint na Vuelta a Andalucía 1995.

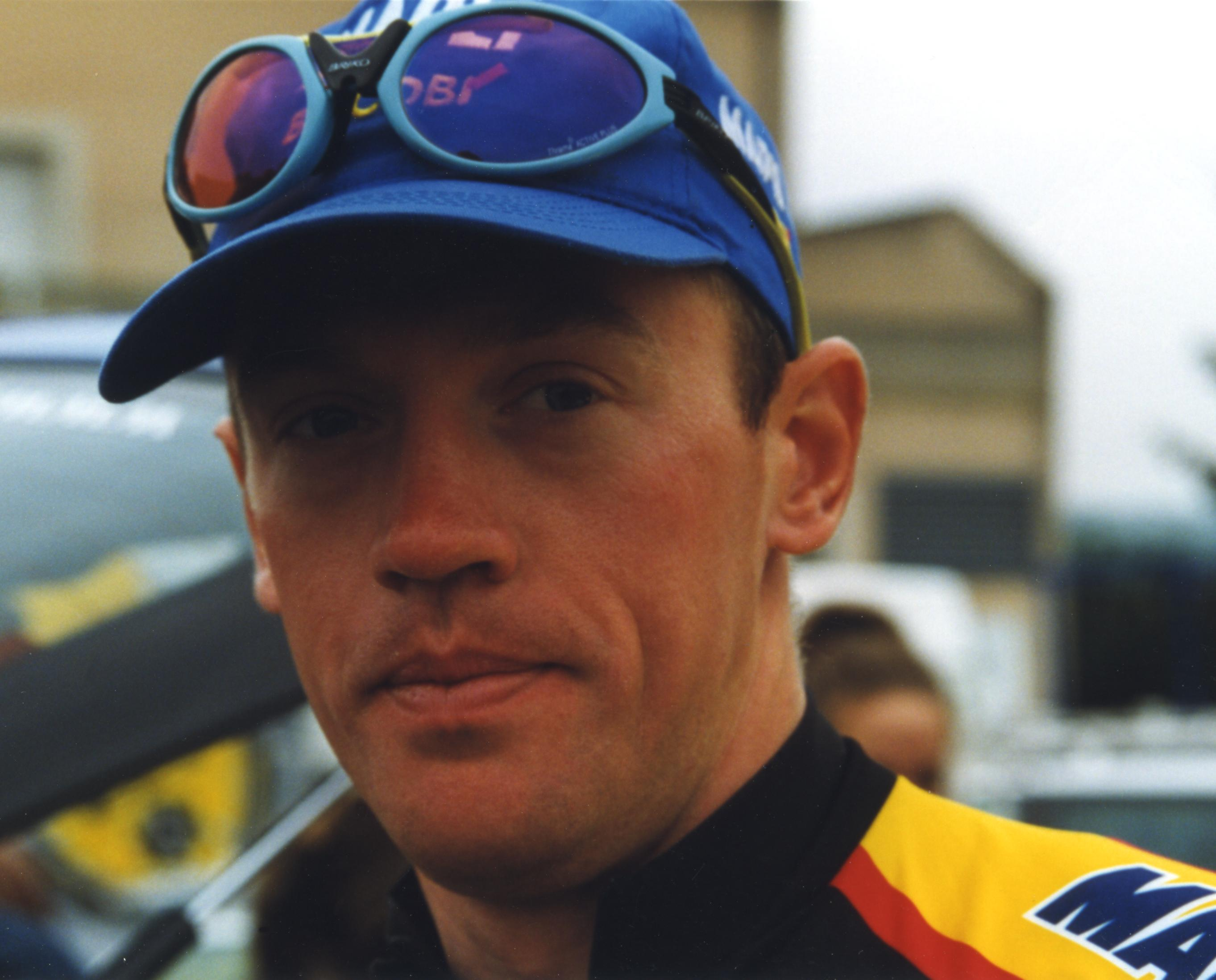
Tom Steels, quatro vezes campeón de Bélgica.

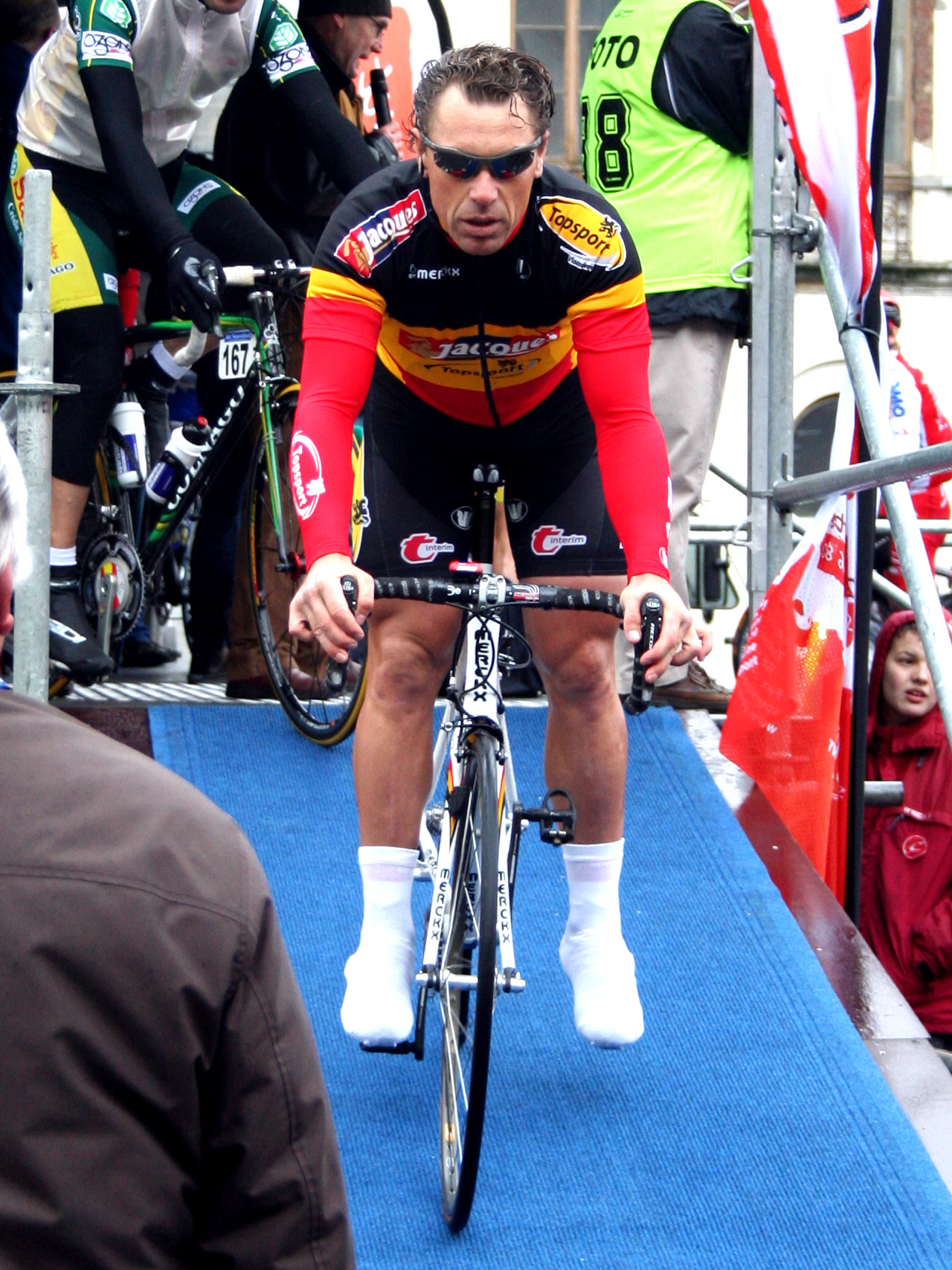
Nico Eeckhout, com o maillot de campeão da Bélgica em Omloop Het Volk de 2007.

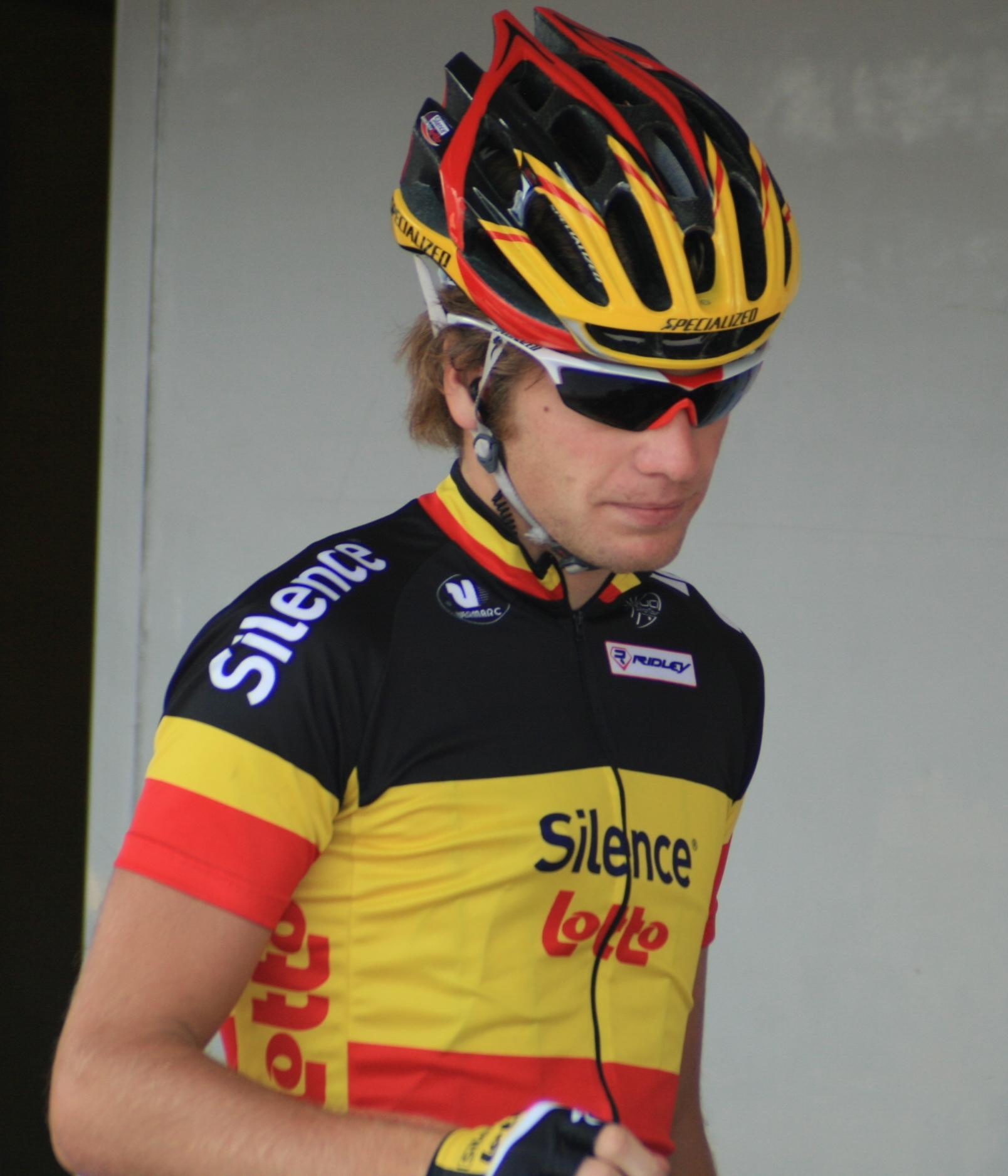
Jürgen Roelandts, ccampeão da Bélgica em 2008.

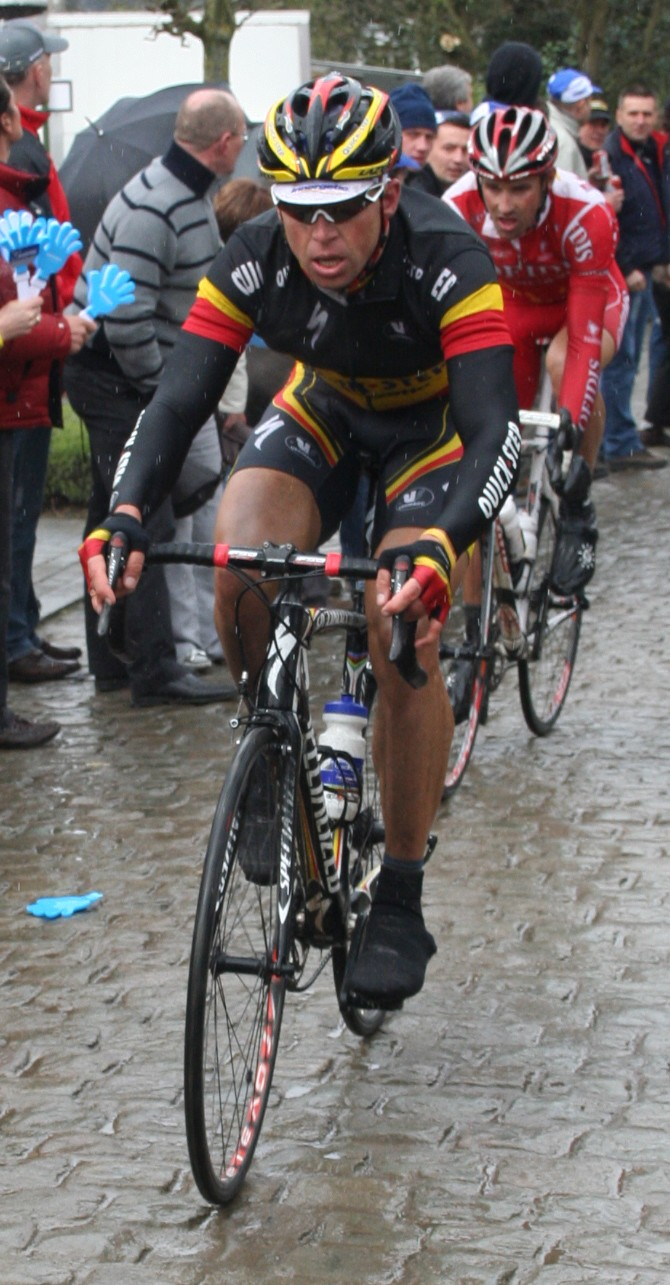
Stijn Devolder, foi campeão da Bélgica em duas ocasiões (2007 e 2010).

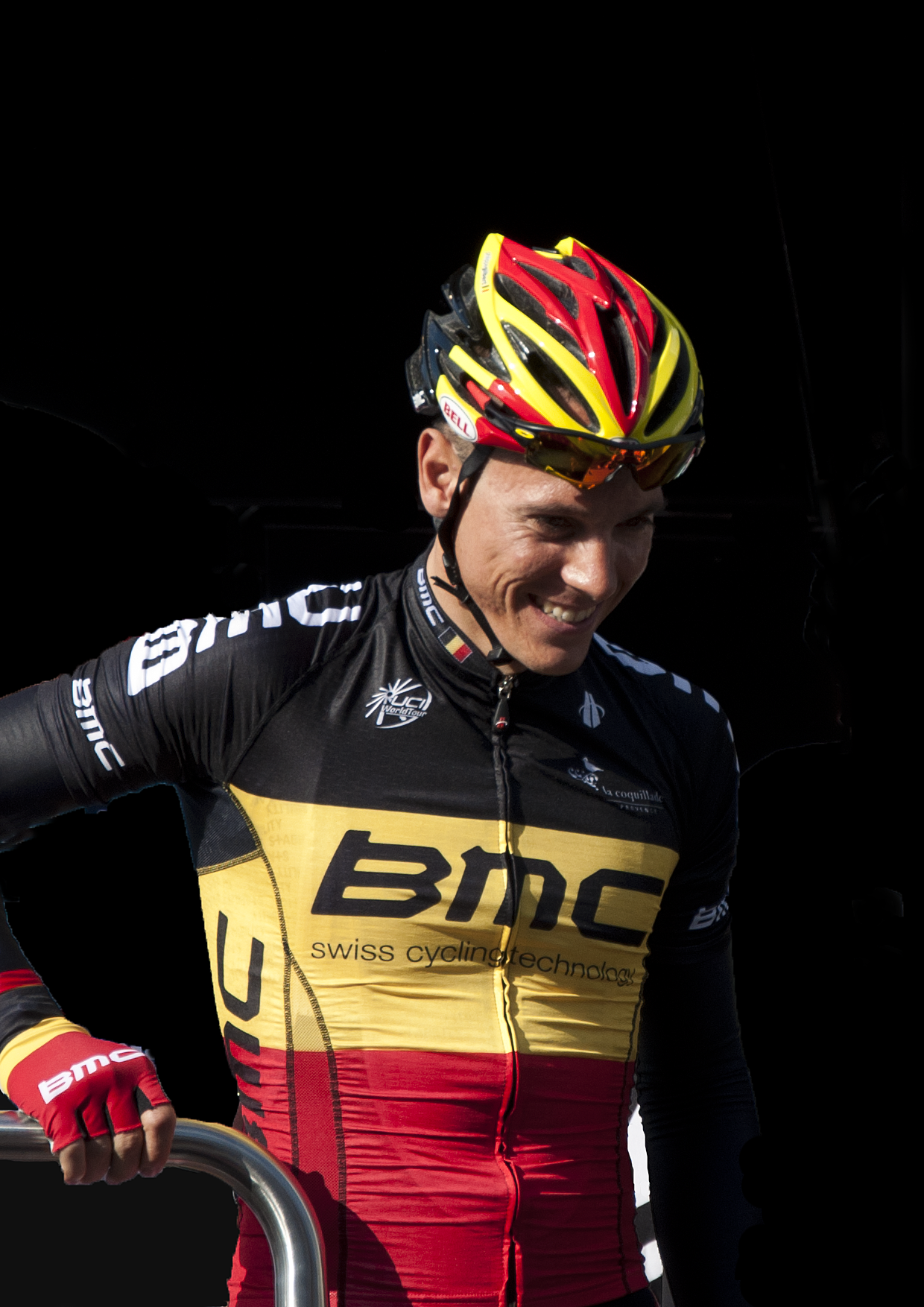
Philippe Gilbert, campeão da Bélgica em 2011.

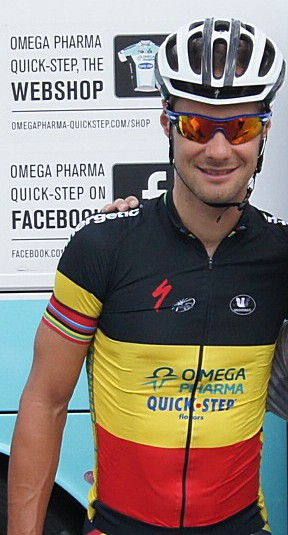
Tom Boonen, campeão da Bélgica em 2009 e em 2012.

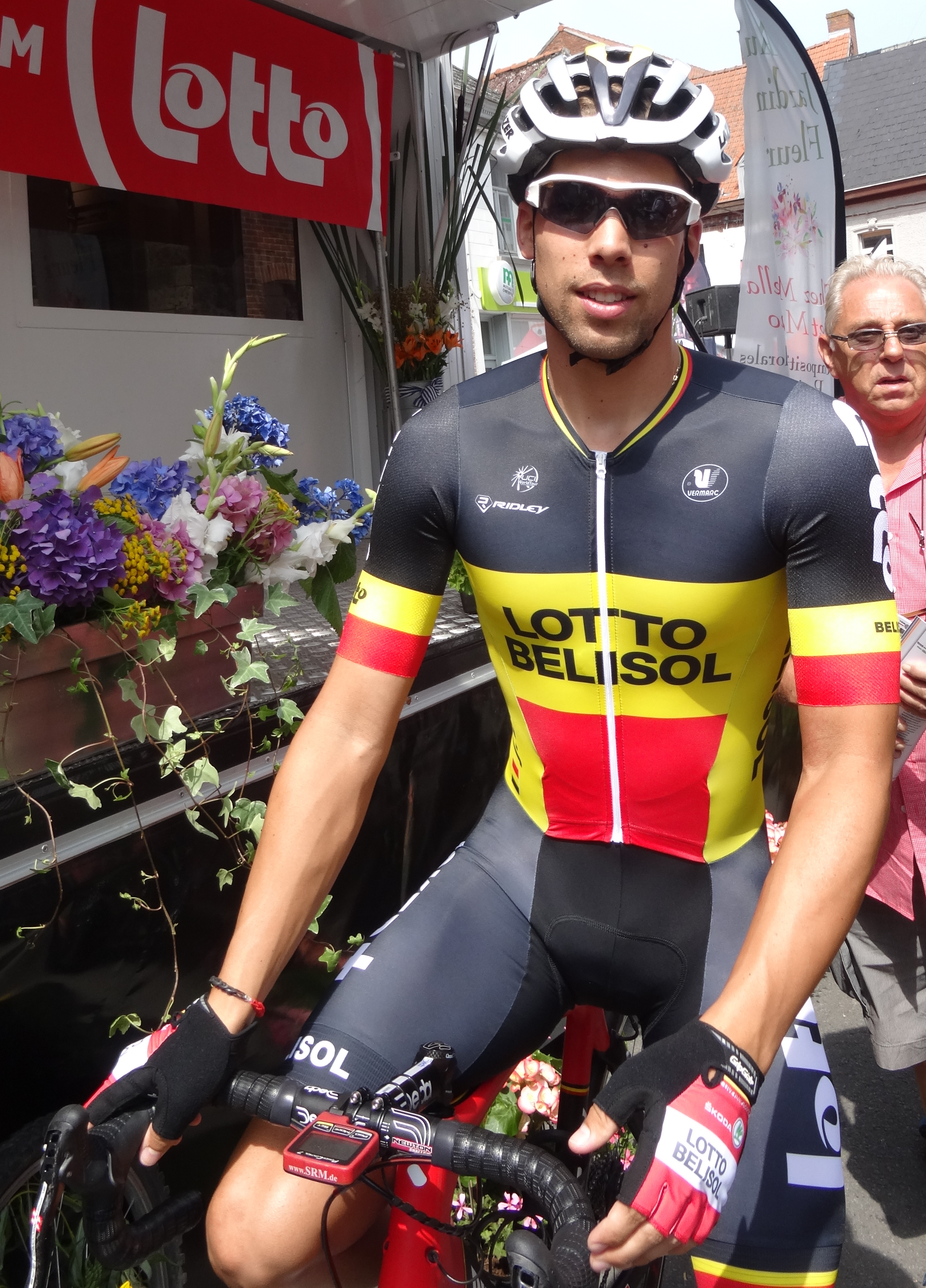
Jens Debusschere, campeão em 2014.

| Ano       | Vencedor                 | Segundo                    | Terceiro                   |
| 1894      | Léon Houa                | Schmidt                    | Léon Chisoigne             |
| 1895      | Henri Luyten             | Dois corredores ex-aequo   |                            |
| 1896      | Henri Luyten             | Georges Van Oolen          | Henri Marnette             |
| 1897      | Henri Bertrand           | Maurice Virlée             | Jozef Berckmans            |
| 1898      | Henri Bertrand           | Maurice Virlée             | G Luyten                   |
| 1899      | Jules De Geytere         | Alphonse Seys              |                            |
| 1900      | Mathieu Quoidbach        | Hubert Meura               | Williot                    |
| 1901      | Paul Burger              | Van horenbeek              | Arthur Vanderstuyft        |
| 1902      | Jules Defrance           |                            |                            |
| 1903      | Arthur Vanderstuyft      | Julien Lootens             | François Dhaen             |
| 1904      | Jules Sales              | Arthur Vanderstuyft        | Theodor Sales              |
| 1905      | Dieudonné Jamar          | Henri Devroye              | Joseph Achten              |
| 1906      | Não se disputou          |                            |                            |
| 1907      | Francois Verstraeten     | Camille Haeck              | Robert Wancourt            |
| 1908      | Francois Verstraeten     | Cyrille Van Hauwaert       | Eugène Platteau            |
| 1909      | Cyrille Van Hauwaert     | Dieudonné Jamar            | Alfons Spiessens           |
| 1910      | Henri Hanlet             | Michel Debaets             | Marcel Buysse              |
| 1911      | Odile Defraye            | Jules Masselis             | Cyrille Van Hauwaert       |
| 1912      | Omer Verschoore          | Félicien Salmon            | Henri Devroye              |
| 1913      | Joseph Van Daele         | Onze corredores ex-aequo   |                            |
| 1914      | Victor Dethier           | Joseph Van Daele           | Louis Mottiat              |
| 1915-1918 | Não se disputou          |                            |                            |
| 1919      | Jean Rossius             | Joseph Van Daele           | Louis Mottiat              |
| 1920      | Jules Van Hevel          | Louis Mottiat              | René Vermandel             |
| 1921      | Jules Van Hevel          | René Vermandel             | Louis Mottiat              |
| 1922      | René Vermandel           | Philippe Thijs             | Félix Sellier              |
| 1923      | Félix Sellier            | Maurice De Waele           | René Vermandel             |
| 1924      | René Vermandel           | Félix Sellier              | Denis Verschueren          |
| 1925      | Gérard Debaets           | Auguste Verdijck           | Denis Verschueren          |
| 1926      | Félix Sellier            | Julien Delbecque           | Maurice Depauw             |
| 1927      | August Mortelmans        | Julien Delbecque           | Leopold Matton             |
| 1928      | Joseph Dervaes           | Félix Sellier              | Raymond Decorte            |
| 1929      | Joseph Wauters           | Georges Ronsse             | Alfred Hamerlinck          |
| 1930      | Joseph Wauters           | Joseph Dervaes             | Alfred Hamerlinck          |
| 1931      | Alphonse Schepers        | Emile Joly                 | Gustave Van Slembrouck     |
| 1932      | Georges Lemaire          | Gustave Van Slembrouck     | Michel Van Vlockhoven      |
| 1933      | Louis Duerloo            | Jozef Vander Haegen        | Constant Huys              |
| 1934      | Louis Roels              | Emile Bruneau              | Jozef Vander Haegen        |
| 1935      | Gustave Danneels         | Jef Demuysere              | Félicien Vervaecke         |
| 1936      | Jean Aerts               | Louis Hardiquest           | Michel D'Hooghe            |
| 1937      | Karel Kaers              | Maurice Raes               | Adelin Van Simaeys         |
| 1938      | Petrus Van Temsche       | Hubert Deltour             | Marcel Kint                |
| 1939      | Marcel Kint              | Quatro corredores ex-aequo |                            |
| 1940      | Odiel Van den Meerschaut | André Maelbrancke          | Gustaaf Van Overloop       |
| 1941      | André Defoort            | Gustaaf Van Overloop       | Achiel De Backer           |
| 1942      | André Maelbrancke        | Albert Sercu               | Lucien Vlaemynck           |
| 1943      | Rik Van Steenbergen      | Georges Claes              | Robert Van Eenaeme         |
| 1944      | Não se disputou          |                            |                            |
| 1945      | Rik Van Steenbergen      | Odiel Van den Meerschaud   | Jan Bogaerts               |
| 1946      | Emile Masson Jr          | Briek Schotte              | Maurice Van Herzele        |
| 1947      | Emile Masson Jr          | Jacques Geus               | Maurice Meersman           |
| 1948      | Achiel Buysse            | Briek Schotte              | Ernest Sterckx             |
| 1949      | Valère Ollivier          | Raymond Impanis            | Prosper Depredomme         |
| 1950      | Albert Ramon             | Briek Schotte              | Valère Ollivier            |
| 1951      | Lode Anthonis            | Edward Peeters             | Emmanuel Thoma             |
| 1952      | Jozef Schils             | Robert Vanderstockt        | Marcel De Mulder           |
| 1953      | Alois Van Steenkiste     | Florent Rondelé            | Stan Ockers                |
| 1954      | Rik Van Steenbergen      | Roger Decock               | René Desmet                |
| 1955      | Emiel Van Cauter         | Germain Derijcke           | Jean Storms                |
| 1956      | André Vlayen             | Frans Schoubben            | Karel Clerckx              |
| 1957      | André Vlayen             | Roger Verplaetse           | Karel Clerckx              |
| 1958      | Rik Van Looy             | Jozef Planckaert           | Frans Aerenhouts           |
| 1959      | Petrus Oellibrandt       | Jan Adriaensens            | Daniel Denys               |
| 1960      | Frans De Mulder          | Willy Vannitsen            | Arthur De Cabooter         |
| 1961      | Michel Van Aerde         | Arnould Flécy              | Jos Hoevenaers             |
| 1962      | Jozef Planckaert         | Guillaume Van Tongerloo    | Emile Daems                |
| 1963      | Rik Van Looy             | Louis Proost               | Frans Aerenhouts           |
| 1964      | Edward Sels              | Willy Bocklant             | Frans Melckenbeeck         |
| 1965      | Walter Godefroot         | Eddy Merckx                | Arthur De Cabooter         |
| 1966      | Guido Reybrouck          | Robert Lelangue            | Jos Huysmans               |
| 1967      | Jos Boons                | Willy In't Ven             | Emile Bodart               |
| 1968      | Julien Stevens           | Ferdinand Bracke           | Guido Reybrouck            |
| 1969      | Roger De Vlaeminck       | Walter Godefroot           | Alfons Debal               |
| 1970      | Eddy Merckx              | Herman Van Springel        | Jean-Pierre Monseré        |
| 1971      | Herman Van Springel      | Jozef Spruyt               | Willy Vanneste             |
| 1972      | Walter Godefroot         | Eddy Merckx                | Albert Van Vlierberghe     |
| 1973      | Frans Verbeeck           | Eddy Merckx                | Willy Planckaert           |
| 1974      | Roger Swerts             | Ludo Van Staeyen           | Johan De Muynck            |
| 1975      | Willy Teirlinck          | Walter Planckaert          | Eddy Merckx                |
| 1976      | Freddy Maertens          | Jean-Luc Vandenbroucke     | Willy Teirlinck            |
| 1977      | Michel Pollentier        | Joseph Bruyère             | Paul Wellens               |
| 1978      | Michel Pollentier        | Willy Teirlinck            | Marcel Laurens             |
| 1979      | Gery Verlinden           | Eddy Schepers              | Marc Renier                |
| 1980      | Jozef Jacobs             | Dirk Heirweg               | Eddy Schepers              |
| 1981      | Roger De Vlaeminck       | Gery Verlinden             | Benjamin Vermeulen         |
| 1982      | Frank Hoste              | Eddy Vanhaerens            | Fons De Wolf               |
| 1983      | Lucien Van Impe          | Marc Sergeant              | Michel Dernies             |
| 1984      | Eric Vanderaerden        | Eddy Planckaert            | Frank Hoste                |
| 1985      | Paul Haghedooren         | Claude Criquielion         | Rudy Dhaenens              |
| 1986      | Marc Sergeant            | Hendrik De Vos             | Etienne De Wilde           |
| 1987      | Ferdi Van Den Haute      | Jean-Pierre Heynderickx    | Herman Frison              |
| 1988      | Etienne De Wilde         | Herman Frison              | Jean-Philippe Vandenbrande |
| 1989      | Carlo Bomans             | Eddy Planckaert            | Fons De Wolf               |
| 1990      | Claude Criquielion       | Edwig Van Hooydonck        | Frank Van Den Abeele       |
| 1991      | Benjamin Van Itterbeeck  | Jim Van De Laer            | Wilfried Peeters           |
| 1992      | Johan Museeuw            | Johan Capiot               | Johan Devos                |
| 1993      | Alain Van Den Bossche    | Guy Nulens                 | Carlo Bomans               |
| 1994      | Wilfried Nelissen        | Michel Vanhaecke           | Peter Verbeken             |
| 1995      | Wilfried Nelissen        | Tom Steels                 | Johan Museeuw              |
| 1996      | Johan Museeuw            | Geert Van Bondt            | Johan Bruyneel             |
| 1997      | Tom Steels               | Ludo Dierckxsens           | Kurt Van De Wouwer         |
| 1998      | Tom Steels               | Carlo Bomans               | Peter Van Petegem          |
| 1999      | Ludo Dierckxsens         | Michel Vanhaecke           | Axel Merckx                |
| 2000      | Axel Merckx              | Frank Vandenbroucke        | Rik Verbrugghe             |
| 2001      | Ludovic Capelle          | Fabien De Waele            | Michel Vanhaecke           |
| 2002      | Tom Steels               | Ludovic Capelle            | Gert Vanderaerden          |
| 2003      | Geert Omloop             | Jurgen Van Goolen          | Sven Vanthourenhout        |
| 2004      | Tom Steels               | Geert Omloop               | Geert Verheyen             |
| 2005      | Serge Baguet             | Kevin Van Impe             | Nico Sijmens               |
| 2006      | Nico Eeckhout            | Philippe Gilbert           | Tom Boonen                 |
| 2007      | Stijn Devolder           | Tom Boonen                 | Philippe Gilbert           |
| 2008      | Jürgen Roelandts         | Sven Vanthourenhout        | Nico Eeckhout              |
| 2009      | Tom Boonen               | Philippe Gilbert           | Kristof Goddaert           |
| 2010      | Stijn Devolder           | Philippe Gilbert           | Frederik Veuchelen         |
| 2011      | Philippe Gilbert         | Gianni Meersman            | Jelle Wallays              |
| 2012      | Tom Boonen               | Kristof Goddaert           | Sven Vandousselaere        |
| 2013      | Stijn Devolder           | Gianni Meersman            | Jan Bakelants              |
| 2014      | Jens Debusschere         | Roy Jans                   | Tom Boonen                 |
| 2015      | Preben Van Hecke         | Jürgen Roelandts           | Greg Van Avermaet          |
| 2016      | Philippe Gilbert         | Tim Wellens                | Greg Van Avermaet          |
| 2017      | Oliver Naesen            | Sep Vanmarcke              | Jasper Stuyven             |
| 2018      | Yves Lampaert            | Philippe Gilbert           | Jasper Stuyven             |
| 2019      | Tim Merlier              | Timothy Dupont             | Wout van Aert              |
| 2020      | Dries De Bondt           | Iljo Keisse                | Pieter Serry               |
| 2021      | Wout van Aert            | Edward Theuns              | Remco Evenepoel            |

### Feminino
| Ano  | Ganhadora             | Segunda                | Terceira               |
| 1959 | Victoire Van Nuffel   | Rosa Sels              | Liliane Cleiren        |
| 1960 | Rosa Sels             | Yvonne Reynders        | Nadia Germonpre        |
| 1961 | Annie Vermeiren       | Yvonne Reynders        | Rosa Sels              |
| 1962 | Yvonne Reynders       | Simone Ellegeest       | Liliane Cleiren        |
| 1963 | Yvonne Reynders       | Louisa Smits           | Simone Ellegeest       |
| 1964 | Denise Bral           | Rosa Sels              | Marie-Therese Naessens |
| 1965 | Louisa Smits          | Marie-Therese Naessens | Francine Verlot        |
| 1966 | Marie-Rose Gaillard   | Simone Ellegeest       | Suzanne Sohie          |
| 1967 | Christiane Geerts     | Louisa Smits           | Francine Verlot        |
| 1968 | Marguerita Dams       | Nicole Van Den Broeck  | Francine Verlot        |
| 1969 | Nicole Van Den Broeck | Suzanne Sohie          | Christiane Goeminne    |
| 1970 | Nicole Van Den Broeck | Christiane Geerts      | Francine Verlot        |
| 1971 | Mariette Laenen       | Christiane Geerts      | Francine Verlot        |
| 1972 | Mariette Laenen       | Nicole Van Den Broeck  | Francine Verlot        |
| 1973 | Nicole Van Den Broeck | Christiane Goeminne    |                        |
| 1974 | Nicole Van Den Broeck | Mariette Laenen        | Francine Verlot        |
| 1975 | Mariette Laenen       | Christiane Goeminne    | Johanna Bosmans        |
| 1976 | Yvonne Reynders       | Christiane Goeminne    | Nicole Van Den Broeck  |
| 1977 | Nicole Van Den Broeck | Mariette Laenen        | Yvonne Reynders        |
| 1978 | Maria Herijgers       | Christiane Goeminne    | Frieda Maes            |
| 1979 | Maria Herijgers       | Sonja Playsier         | Marie Hélène Schiffers |
| 1980 | Nele D'Haene          | Chantal Van Havere     | Maria-Magdalena Kennes |
| 1981 | Gerda Sierens         | Marina Mampay          | Maria Herijgers        |
| 1982 | Jenny De Smet         | Gerda Sierens          | Anne Callebaut         |
| 1983 | Ingrid Mekers         | Gerda Sierens          | Anne Callebaut         |
| 1984 | Nele D'Haene          | Jenny De Smet          | Gerda Sierens          |
| 1985 | Josiane Vanhuysse     | Nadine Fiers           | Marleen Clemminck      |
| 1986 | Agnes Dusart          | Josiane Vanhuysse      | Nadine Fiers           |
| 1987 | Agnes Dusart          | Sonja Vermeylen        | Els Mertens            |
| 1988 | Agnes Dusart          | Kristel Werckx         | Sylvie Slos            |
| 1989 | Sylvie Slos           | Sabine Snijers         | Els Mertens            |
| 1990 | Véronique De Roose    | Godelieve Jansens      | Kristel Werckx         |
| 1991 | Kristel Werckx        | Heidi Van de Vijver    | Monica Van Nassauw     |
| 1992 | Godelieve Jansens     | Sabine Snijers         | Véronique Schurmann    |
| 1993 | Godelieve Jansens     | Ingrid Baplue          | Blomme Billie          |
| 1994 | Kristel Werckx        | Evelyne Baert          | Ingrid Baplue          |
| 1995 | Els Decottenier       | Sonja Vermeylen        | Vanja Vonckx           |
| 1996 | Sonja Vermeylen       | Linda Troyekens        | Patsy Maegerman        |
| 1997 | Sonja Vermeylen       | Els Decottenier        | Anja Lenaers           |
| 1998 | Heidi Van de Vijver   | Sonja Vermeylen        | Anja Lenaers           |
| 1999 | Cindy Pieters         | Vanja Vonckx           | Els Decottenier        |
| 2000 | Valerie Battair       | Cindy Bauwens          | Veronique Belleter     |
| 2001 | Evy Van Damme         | Ine Wannijn            | Godelieve Jansens      |
| 2002 | Ine Wannijn           | Corine Hierckens       | Veronique Belleter     |
| 2003 | Anja Nobus            | Ilse Geldhof           | Veerle Ingels          |
| 2004 | Natasha Maes          | Ine Wannijn            | Sara Peeters           |
| 2005 | Corine Hierckens      | Sara Peeters           | Natasja Nobels         |
| 2006 | Veronique Belleter    | Karen Steurs           | Ine Wannijn            |
| 2007 | Ludivine Henrion      | Ine Wannijn            | Liesbet De Vocht       |
| 2008 | Ilse Geldhof          | Nana Steenssens        | Anne Aernouts          |
| 2009 | Ludivine Henrion      | Latoya Brulee          | Kelly Druyts           |
| 2010 | Liesbet De Vocht      | Kelly Druyts           | Evelyn Arys            |
| 2011 | Evelyn Arys           | Sofie De Vuyst         | Lensy Debboudt         |
| 2012 | Jolien D'Hoore        | Ludivine Henrion       | Jessie Daams           |
| 2013 | Liesbet De Vocht      | Maaike Polspoel        | Sofie De Vuyst         |
| 2014 | Jolien D'Hoore        | Lotte Kopecky          | Sofie De Vuyst         |
| 2015 | Jolien D'Hoore        | Lotte Kopecky          | Sofie De Vuyst         |
| 2016 | Kaat Hannes           | Lotte Kopecky          | Jolien D'Hoore         |
| 2017 | Jolien D'Hoore        | Lotte Kopecky          | Kelly Druyts           |
| 2018 | Annelies Dom          | Valerie Demey          | Sanne Cant             |
| 2019 | Jesse Vandenbulcke    | Ann-Sophie Duyck       | Julie Van de Velde     |
| 2020 | Lotte Kopecky         | Jolien D'Hoore         | Shari Bossuyt          |
| 2021 | Lotte Kopecky         | Julie Van de Velde     | Alana Castrique        |

## Estatísticas

### Mais vitórias
| Ciclista             | Vitórias | Anos                    |
| -------------------- | -------- | ----------------------- |
| Tom Steels           | 4        | 1997, 1998, 2002 e 2004 |
| Rik Van Steenbergen  | 3        | 1943, 1945 e 1954       |
| Stijn Devolder       | 3        | 2007, 2010 e 2013       |
| Henri Luyten         | 2        | 1895 e 1896             |
| Henri Bertrand       | 2        | 1897 e 1898             |
| Francois Verstraeten | 2        | 1907 e 1908             |
| Jules Van Hevel      | 2        | 1920 e 1921             |
| René Vermandel       | 2        | 1922 e 1924             |
| Félix Sellier        | 2        | 1923 e 1926             |
| Joseph Wauters       | 2        | 1929 e 1930             |
| Emile Masson Jr      | 2        | 1946 e 1947             |
| André Vlayen         | 2        | 1956 e 1957             |
| Rik Van Looy         | 2        | 1958 e 1963             |
| Walter Godefroot     | 2        | 1965 e 1972             |
| Michel Pollentier    | 2        | 1977 e 1978             |
| Roger De Vlaeminck   | 2        | 1969 e 1981             |
| Wilfried Nelissen    | 2        | 1994 e 1995             |
| Johan Museeuw        | 2        | 1992 e 1996             |
| Tom Boonen           | 2        | 2009 e 2012             |
| Philippe Gilbert     | 2        | 2011 e 2016             |

| Ciclista              | Vitórias | Anos                          |
| --------------------- | -------- | ----------------------------- |
| Nicole Van Den Broeck | 5        | 1969, 1970, 1973, 1974 e 1977 |
| Jolien D'Hoore        | 4        | 2012, 2014, 2015 e 2017       |
| Mariette Laenen       | 3        | 1971, 1972 e 1975             |
| Yvonne Reynders       | 3        | 1962, 1963 e 1976             |
| Agnes Dusart          | 3        | 1986, 1987 e 1988             |
| Maria Herijgers       | 2        | 1978 e 1979                   |
| Nele D'Haene          | 2        | 1980 e 1984                   |
| Godelieve Jansens     | 2        | 1992 e 1993                   |
| Kristel Werckx        | 2        | 1991 e 1994                   |
| Sonja Vermeylen       | 2        | 1996 e 1997                   |
| Ludivine Henrion      | 2        | 2007 e 2009                   |
| Liesbet De Vocht      | 2        | 2010 e 2013                   |
| Lotte Kopecky         | 2        | 2020 e 2021                   |